# فهرست پادشاهان تورین
فهرست پادشاهان تورین، که گاه پاپیروس تورین نیز نامیده می‌شود، پاپیروسی نوشته شده به خط هیروگلیف است که در موزه مصرشناسی تورین در تورین، ایتالیا، در معرض نمایش است. سوی رویین پاپیروس در بر گیرنده نام کسان و نهادهایی است به همراه عددهایی که به نظر مالیات هستند. بخش پشتین اما فهرستی از خدایان و نیمه‌خدایان و همچنین نام و طول دوران فرمانروایی بیش از ۳۰۰ فرعون و شهبانوی مصر باستان را، از دوره فرمانروایی خدایان تا دودمان هجدهم، ارائه می‌کند. تاریخ نوشتن این فهرست به سال‌های آغازین دوره رامسسی بر می‌گردد چرا که واپسین پادشاه نامبرده شده در آن مرنپتاه، پسر و جانشین رامسس دوم، است.

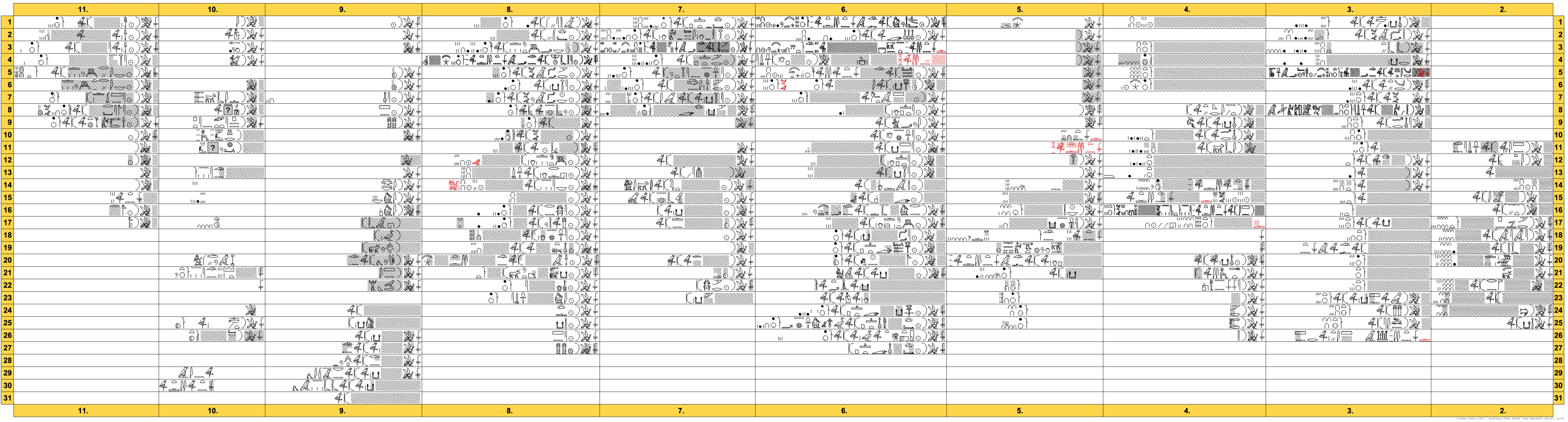
نقش فهرست پادشاهان تورین، برای تصویر بزرگتر کلیک کنید.

## تاریخچه
این پاپیروس در هنگام کشف شدنش در شهر تبس توسط برناردینو درووتی در ۱۸۲۲، در وضعیت خوبی بوده‌است؛ با این حال به دلیل شرایط بد حمل و نقل به نزدیک ۱۶۰ تکه تقسیم شد. پیش از آنکه شاه ساردینیا، کارلو فلیس، مجموعه خریداری شده از درووتی را به موزه مصرشناسی اهدا کند، وضعیت این پاپیروس بسیار بد شده بوده.
شامپولیون، که برای به دست آوردن اطلاعاتی برای کار پژوهشیش در سال ۱۸۲۴ به تورین سفر کرده بود، این نوشته را به صورت تصادفی و هنگامی که بخشی از آن از درون صندوقی بیرون زده بود مشاهده کرد. او می‌نویسد:
من را سرمایی مرگبار در برگرفت چرا که میزی را می‌دیدم به طول ده پا که به‌طور کامل توسط بخش‌هایی از طوماری پاپیروسی که قطری نزدیک به نیم پا داشت، پوشیده شده بود... حداقل می‌توان این را بگویم که بزرگترین ناامیدی در زندگیم پیدا کردن این پاپیروس در آن وضعیت آشفته بوده‌است. دیگر هرگز نخواهم توانست خود را تسلی بدهم.